# Abbaye de Posa
L’abbaye de Posa est une ancienne abbaye bénédictine près de Zeitz, dans le Land de Saxe-Anhalt et le diocèse de Magdebourg.

## Histoire
Selon la légende, l'institution chrétienne aurait été fondée sur le sol slave grâce à un rêve. La Vierge Marie est apparue à un Slave qui s'était converti au christianisme et l'a exhorté à porter l'ordre à l'évêque de Naumbourg Dietrich de fonder le monastère sur l'éperon du Posaer Bergsporn, sur lequel se dressait l'ancien Gauburg. Comme l'évêque ne le croit pas, il dit la prière que Dietrich se disait tranquillement tous les matins.
Le jour de la naissance de Marie, le 8 septembre 1114, une première chapelle en bois est consacrée. En 1115, la construction d'une église en pierre du monastère commence par les moines de Hirsau sous la direction de l'abbé Eck(en)bert. Après sept ans de construction, le maître-autel est dédié à la Vierge Marie le 8 septembre 1121 par l'évêque Dietrich. L'ensemble de l'abbaye est achevée en 1122 et comprend un total de sept autels.
Le 24 septembre 1123, l'évêque Dietrich, selon Wolfgang Hartmann membre de la famille noble Reginbodonen, est poignardé par un frère slave à l'autel et meurt trois jours plus tard des suites de ses blessures. Cette profanation du maître-autel rend nécessaire sa reconsécration réalisée en septembre 1124 par les évêques Richwin de Naumbourg et Arnold de Mersebourg.
Après qu'un accord est conclu le 12 mai 1212 entre le margrave Thierry de Misnie et l'abbé de Bosau, ce dernier renonce à toute réclamation contre la ville et l'église de Zwickau en échange d'une indemnité de 250 marks.
Le monastère est dissous en 1573 au moment de la Réforme protestante.

## Viniculture
Le vin est cultivé à l'abbaye jusqu'au XVIIIe siècle. En 1998, le ministre-président Reinhard Höppner plante les premières vignes après plus de 200 ans. Le monastère est actuellement à la frontière nord du vignoble de Saale-Unstrut.